# Tulpen Vijfje

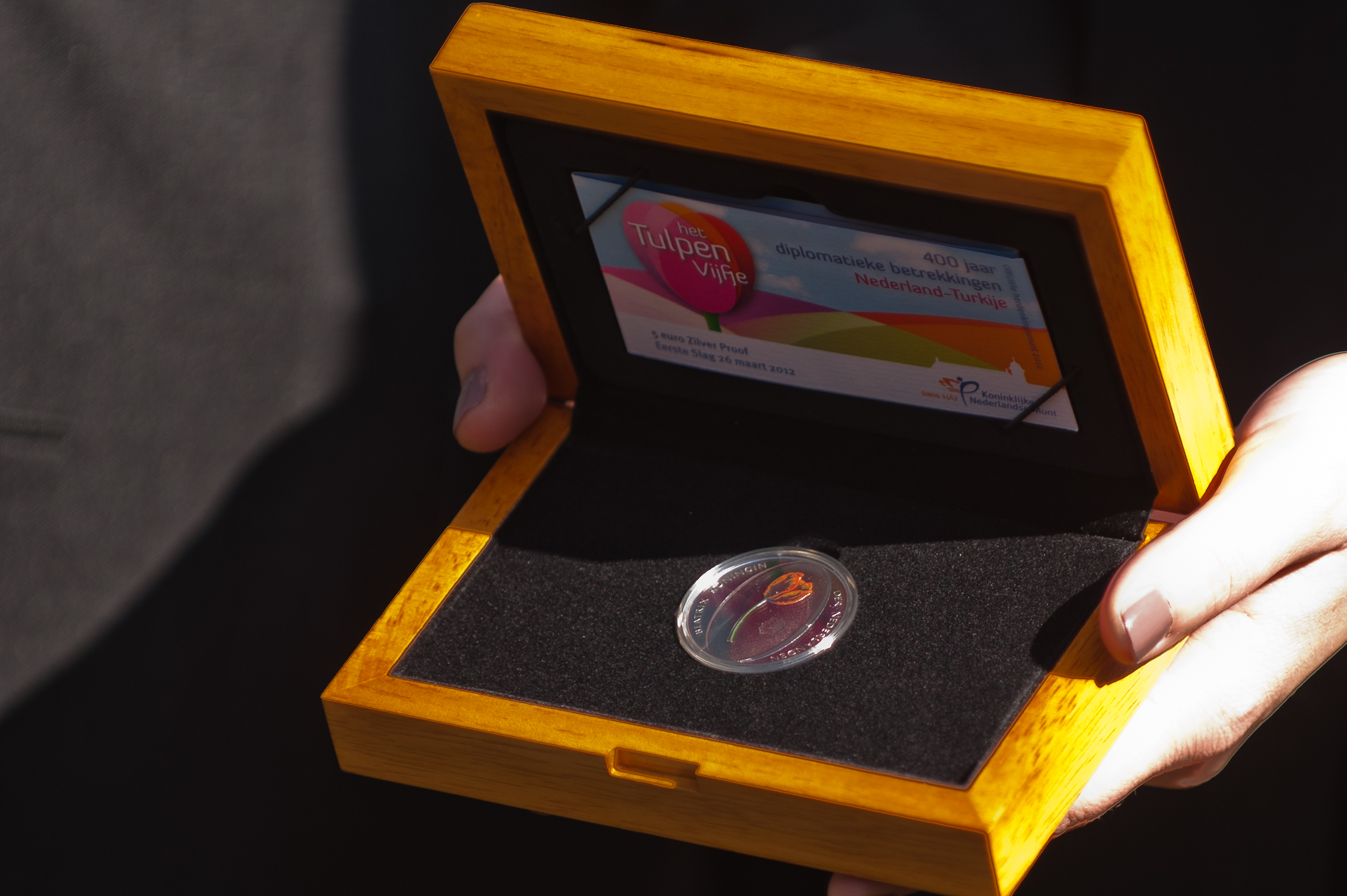
Tulpen Vijfje

Het Tulpen Vijfje is een Nederlandse herdenkingsmunt van 5 euro uitgebracht ter herdenking van 400 jaar diplomatieke betrekkingen tussen Nederland en Turkije. De eerste slag werd op 26 maart 2012 gedaan door Melek Usta, directrice van Colourfull People. Omdat zij de pers niet genoeg snelheid gaf ontstond er een misslag. Bij de tweede poging werd zij bijgestaan door minister De Jager, deze slag is wel gelukt.
De munt is ontworpen in opdracht van het ministerie van Financiën, de enige instantie in Nederland die opdracht kan geven tot het ontwerpen en slaan van nieuwe munten.

## Thema
De munt staat voor 400 jaar diplomatieke betrekkingen tussen Nederland en Turkije. 400 jaar geleden ontving sultan Ahmed I de Nederlandse gezant Cornelis Haga. In 1612 begonnen de betrekkingen tussen het Osmaanse Rijk en de Republiek der Zeven Verenigde Nederlanden welke door de respectievelijke landen zijn voortgezet. Naar aanleiding van deze betrekkingen kwam ook de tulp naar Europa en later ook naar wat nu Nederland is.
Vanwege het thema werd de eerste munt niet in de Koninklijke Nederlandse Munt te Utrecht geslagen, maar in de Keukenhof. Aldaar was een kas ingericht met uitsluitend tulpen. De eerste munt is mislukt, omdat er onvoldoende kracht aan de pers werd gegeven. De misslag bleef in handen van muntmeester Maarten Brouwer.
De munt is niet ontworpen door de Koninklijke Nederlandse Munt maar door kunstenares Deniz Seyda Tunca. Zij heeft aan weerszijden van de munt een tulp geplaatst. Op de kopzijde staat koningin Beatrix afgebeeld met voor haar een tulp in volle bloei. Op de keerzijde staat de halve maan met ster als symbool voor Turkije met een gesloten tulp. De gesloten tulp en de symbolen van de Turkse vlag staan voor het geboorteland van de tulp.

## Misslag

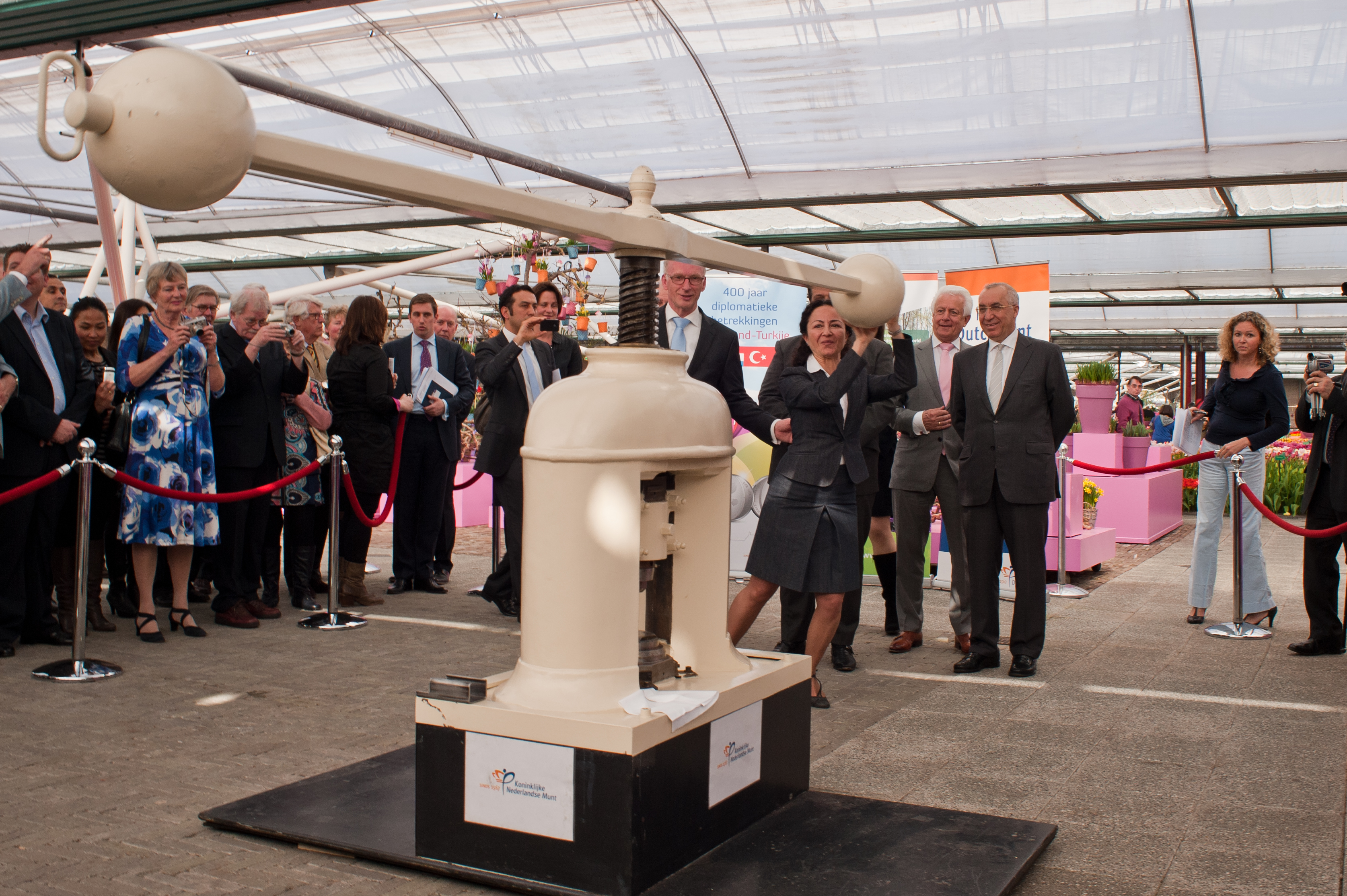
Eerste muntslag

Doordat mevrouw Usta bij de eerste poging de antieke muntpers onvoldoende snelheid gaf, is de muntslag mislukt. Hierdoor ontstond, voor zover bekend, voor het eerst een misslag tijdens de eerste slag van een herdenkingsmunt. Volgens muntmeester Maarten Brouwer is dit in de tien jaar dat hij muntmeester is nog niet eerder voorgekomen. De misslag is later vernietigd, dit gebeurt bij alle misslagen die ontdekt worden bij de Koninklijke Nederlandse Munt.

## Specificaties

### 5 eurocirculatiemunt[4]
- Metaal: verzilverd koper
- Gewicht: 10,50 gram
- Diameter: 29 millimeter
- Kwaliteit: Circulatie
- Nominale waarde: € 5,-
- Oplage: 235.000
- Ontwerp: Deniz Seyda Tunca
- Randschrift: God zij met ons

### 5 euroverzamelaarsmunt[5]
- Metaal: verzilverd koper
- Gewicht: 10,50 gram
- Diameter: 29 millimeter
- Kwaliteit: Brilliant Uncirculated
- Nominale waarde: € 5,-
- Oplage: 15.000
- Ontwerp: Deniz Seyda Tunca
- Randschrift: God zij met ons

Gulden herdenkingsmunten:

Dubbelkop 1980 · Unie van Utrecht · Voetbalvijfje

Nederlandse euro-herdenkingsmunten:

herdenkingsmunten van € 2: Erasmusmunt · Dubbelkop Beatrix-Willem-Alexander · 200 jaar koninkrijk

meerwaardeherdenkingsmunten:

Zilveren vijfjes: Vincent van Gogh Vijfje · Europamunt · Koninkrijksmunt · Vredes Vijfje · Belasting Vijfje · Australië Vijfje · Rembrandt Vijfje · Michiel de Ruyter Vijfje · Architectuur Vijfje · Manhattan Vijfje · Japan Vijfje · Max Havelaar Vijfje · Waterland Vijfje · Schilderkunst Vijfje · Muntgebouw Vijfje · WNF Vijfje · Tulpen Vijfje · Beeldhouwkunst Vijfje · Grachtengordel Vijfje · Vrede van Utrecht Vijfje · Rietveld Vijfje · Vredespaleis Vijfje · De Nederlandsche Bank Vijfje · Van Nelle Vijfje · Waterloo Vijfje · Wadden Vijfje · Jheronimus Bosch Vijfje · Stelling van Amsterdam Vijfje · Johan Cruijff Vijfje · Fanny Blankers-Koen Vijfje · Schokland Vijfje · Wageningen Universiteit Vijfje · Luchtvaart Vijfje · Beemster Vijfje · Market Garden Vijfje · Jaap Eden Vijfje

Zilveren tientjes: Huwelijksmunt · Geboortemunt · Jubileummunt · Koningstientje · Verjaardagstientje
Caribisch Nederland: BES-dollar (2011, 2013)